# Rómverja saga
Rómverja saga (A Saga dos Romanos) é uma antiga tradução nórdica-islandesa de três textos históricos latinos: Salústio: Bellum Iugurthinum e Coniuratio Catilinae e Lucano: Pharsalia. Ele dá um relato da história romana desde a Guerra de Jugurta (112 a.C.) até a morte de Augusto (14 d.C.). Essa combinação de fontes é única na literatura medieval. Junto com Breta sögur, Veraldar saga e a Trójumanna saga, representa a primeira fase da tradução de obras seculares para o antigo nórdico-islandês.
Rómverja saga existe em duas versões: uma versão mais antiga e mais longa, mas mal preservada em AM 595a-b 4to; e uma versão abreviada mais jovem em AM 226 fol, copiada em AM 225 fol.
Existem paralelos próximos entre as seções da Veraldar saga e da Rómverja saga. Hofmann propôs que a Veraldar saga retirasse sua história romana da Rómverja saga. Þorbjörg Helgadóttir em vez disso considera que as duas sagas usaram as mesmas fontes latinas: Salústio e Lucano.